# Castell d'Isanta
El Castell d'Isanta és un castell que es troba al municipi de Lladurs (Solsonès), al costat de l'església romànica de Sant Agustí d'Isanta.